# Цемесская бухта
Цеме́сская бухта (также Новороссийская бухта) — незамерзающая бухта в северной части российского побережья Чёрного моря. В состав Российской империи бухта вошла в 1829 году, после очередной русско-турецкой войны. С тех пор активно используется для военных, торговых и пассажирских нужд региона и в первую очередь города Новороссийска. В хорошую погоду (с марта по ноябрь) подходит для стоянки кораблей всех классов. Зимой для прилегающей к бухте территории характерен довольно жёсткий ветровой режим с максимальной для Северного Кавказа силой давления ветра VI-ой категории.

## История
Крупнейший русский археолог XIX века графиня П. С. Уварова, исследовавшая в 1886 г. в окрестностях Новороссийска археологические древности, замечает о Цемесской бухте и её окрестностях в своих «Путевых заметках»:
Полюбился же более всех, должно быть, край этот генуэзцам, ибо на всех средневековых итальянских картах Цемесская бухта слывет под именем Calo-Limena («красивая бухта»). И правы же в самом деле итальянцы: бухта прелестна, как по своим голубым волнам, по далекому синему горизонту, по тихому пристанищу, которая представляет она мореходу, так и по далекому, богатому ущелью, по зелёным своим горам.

## География
Название получила от впадающей в неё реки Цемес. Западное крыло бухты формирует низкогорный Абрауский полуостров. Справа её обрамляет более высокий Маркотхский хребет. Длина береговой линии — 15 км, вдаётся в сушу на 7 км, ширина у входа — 9 км, в средней части — 4,6 км, фарватер — 11,0 — 12,4 м, глубина якорного места — 9,4 — 10,9 м, максимальная глубина — 27 м, что позволяет входить в бухту любым океанским судам. Берега на юго-западе низменные, на северо-востоке возвышенные, малоизрезанные. Вход в бухту ограничен с северо-запада островом Суджук, а с юго-востока мысом Дооб. В середине бухты, напротив мыса Пенай находятся Пенайские банки с минимальными глубинами 5—6 м. В северо-западной части бухты располагается город-герой Новороссийск и морской порт; в восточной — село Кабардинка, находящееся в подчинении городской администрации Геленджика. Осенью и зимой большую опасность для судоходства представляет ветер ураганной силы — норд-ост (бора). Сила давления ветра VI-ой категории на прилегающую к бухте территорию является максимальной для Северного Кавказа.

## Условия навигации
Цемесская бухта непроста для навигации по целому ряду причин. Хотя вход в бухту довольно широк, прямо в его середине лежат довольно обширные Пенайские банки. Также определённую опасность представляют затонувшие суда, их части и другие подводные препятствия.
Кроме этого, берега бухты окаймляют рифы, следующие параллельно береговой линии на расстоянии 1,5 — 2,0 кабельтовых от неё. Лоцманская проводка является обязательной. Глубины бухты нарастают постепенно, у берега они резко уменьшены, что вынуждает переносить портовые операции на менее защищённые участки открытого побережья. Размер самой гавани небольшой, по типу гавань относится к прибрежной с волноломами (ПВ); слип в порту — небольшой, а сухой док отсутствует вовсе. Распад СССР привёл к увеличению транспортной скученности в Цемесской бухте: здесь вынуждены были уживаться гражданский, военный и торговый флоты. Возвращение Крыма Российской Федерацией позволило решить проблему расположения военного флота. Разветвлённая и более глубокая Севастопольская бухта взяла на себя военно-морскую специализацию при закреплении за Цемесской роли запасной с основным упором на торговые операции.

## Климат
Количество осадков над бухтой в холодный период, как и в Средиземноморье, превышает их количество в тёплый период. Склоны бухты летом засушливы, покрыты ксерофитной растительностью. Продолжительность солнечного сияния над Новороссийской бухтой достигает 2300 часов в год, а температура её воды даже в самый холодный месяц — февраль — обычно не опускается ниже +6 °C. В результате теплоотдачи прогревшегося за лето моря даже в зимние месяцы температура воздуха над бухтой днём составляет от +5 °C и выше, а ночью колеблется около 0 °C. Будучи расположенной в режиме сухих субтропиков средиземноморского типа, воды бухты практически не замерзают. Однако рейды Цемесской бухты не дают укрытия от северо-восточных, юго-восточных и южных ветров. С ноября по март сильный северо-восточный ветер достигает силы урагана (или жестокого шторма) при скорости ветра свыше 29 м/сек. и волнении моря до 12 баллов. Для сравнения: в Севастополе, даже в самое неблагоприятное время ветер над бухтой не поднимается выше категории «сильный» (8—12 м/сек.), чему соответствует волнение моря в 5—6 баллов. Бора может держаться несколько дней в году и сопровождается «парением» моря и «седением» верхушек гор. Температура воздуха за пару часов может упасть на 10—15 градусов. Бора в целом труднопрогнозируема и резко усложняет работу порта в целом и проблему обеспечения безопасности кораблей и людей в частности. Во время боры суда покрываются густой коркой ледяной пыли с наветреной стороны и переворачиваются под силой тяжести. Лоция рекомендует всем судам во время боры заблаговременно уходить в открытое море или же отстаиваться на якоре в ожидании улучшения погоды в защищённом районе селения Южная Озереевка.

## Уничтожение Черноморского флота
18 июня 1918 года в Новороссийской бухте были затоплены своими экипажами корабли российского Черноморского флота.

## Гибель судна «Адмирал Нахимов»
31 августа 1986 года при выходе из Новороссийской бухты пароход «Адмирал Нахимов» столкнулся с балкером «Пётр Васёв» и затонул через 7—8 минут.
Время крушения: 23:12—23:20 31 августа 1986 г.
Место катастрофы: Новороссийская бухта, дистанция от мыса Дооб 2,2 мили, по пеленгу 208.
Через год после катастрофы на мысе Дооб был установлен памятный знак, дань памяти 423 погибшим пассажирам и членам экипажа.